# سیارک ۲۴۷۷
سیارک ۲۴۷۷ (به انگلیسی: 2477 Biryukov، نامگذاری:1977PY1) دو هزار و چهارصد و هفتاد و هفتمین سیارک کشف شده‌است که در ۱۴ اوت ۱۹۷۷ کشف شد.
قدر مطلق سیارک برابر ۱۲٫۴۰ است.